# Dobbeltklik
Dobbeltklik er det at klikke to gange hurtigt efter hinanden på en mus til en computer. Det anvendes fx til at åbne programmer i Windows.